# Neil Johnston
Donald Neil Johnston (Chillicothe, 4 febbraio 1929 – Irving, 28 settembre 1978) è stato un cestista e allenatore di pallacanestro statunitense, professionista nella NBA.

## Statistiche
| † | Denota una stagione in cui ha vinto il titolo NBA |
| * | Primo nella lega                                  |

### NBA

#### Regular Season
| Anno       | Squadra          | PG  | PT | MP    | TC%   | 3P% | TL%  | RP    | AP  | PRP | SP | PP    |
| ---------- | ---------------- | --- | -- | ----- | ----- | --- | ---- | ----- | --- | --- | -- | ----- |
| 1951-1952  | Philad. Warriors | 64  | -  | 15,5  | 47,2  | -   | 66,2 | 5,3   | 0,6 | -   | -  | 6,0   |
| 1952-1953  | Philad. Warriors | 70  | -  | 45,2* | 45,2* | -   | 70,0 | 13,9  | 2,8 | -   | -  | 22,3* |
| 1953-1954  | Philad. Warriors | 72  | -  | 45,8* | 44,9  | -   | 74,7 | 11,1  | 2,8 | -   | -  | 24,4* |
| 1954-1955  | Philad. Warriors | 72  | -  | 40,5  | 44,0  | -   | 76,6 | 15,1* | 3,0 | -   | -  | 22,7* |
| 1955-1956† | Philad. Warriors | 70  | -  | 37,1  | 45,7* | -   | 80,1 | 12,5  | 3,2 | -   | -  | 22,1  |
| 1956-1957  | Philad. Warriors | 69  | -  | 36,7  | 44,7* | -   | 82,6 | 12,4  | 2,9 | -   | -  | 22,8  |
| 1957-1958  | Philad. Warriors | 71  | -  | 33,9  | 42,9  | -   | 81,9 | 11,1  | 2,3 | -   | -  | 19,5  |
| 1958-1959  | Philad. Warriors | 28  | -  | 14,0  | 32,9  | -   | 78,4 | 5,0   | 0,8 | -   | -  | 6,3   |
| Carriera   | Carriera         | 516 | -  | 35,5  | 44,4  | -   | 76,8 | 11,3  | 2,5 | -   | -  | 19,4  |

#### Playoffs
| Anno     | Squadra          | PG  | PT | MP   | TC%  | 3P% | TL%  | RP    | AP  | PRP | SP | PP   |
| -------- | ---------------- | --- | -- | ---- | ---- | --- | ---- | ----- | --- | --- | -- | ---- |
| 1952     | Philad. Warriors | 3   | -  | 10,7 | 50,0 | -   | 75,0 | 3,3   | 0,3 | -   | -  | 5,3  |
| 1956†    | Philad. Warriors | 10* | -  | 39,7 | 40,8 | -   | 70,7 | 14,3* | 5,1 | -   | -  | 20,3 |
| 1957     | Philad. Warriors | 2   | -  | 42,0 | 32,1 | -   | 66,7 | 17,5  | 4,5 | -   | -  | 19,0 |
| 1958     | Philad. Warriors | 8   | -  | 23,6 | 38,5 | -   | 81,8 | 8,6   | 1,8 | -   | -  | 10,9 |
| Carriera | Carriera         | 23  | -  | 30,5 | 39,0 | -   | 73,4 | 11,2  | 3,3 | -   | -  | 15,0 |

## Palmarès

### Giocatore
- Campionato NBA: 1

Philadelphia Warriors: 1956
- 4 volte All-NBA First Team (1953, 1954, 1955, 1956)
- All-NBA Second Team (1957)
- 6 volte NBA All-Star (1953, 1954, 1955, 1956, 1957, 1958)
- 3 volte miglior marcatore NBA (1953, 1954, 1955)
- Miglior rimbalzista NBA (1955)
- 3 volte migliore nella percentuale di tiro NBA (1953, 1956, 1957)